# David Thompson (colono de Nuevo Hampshire)

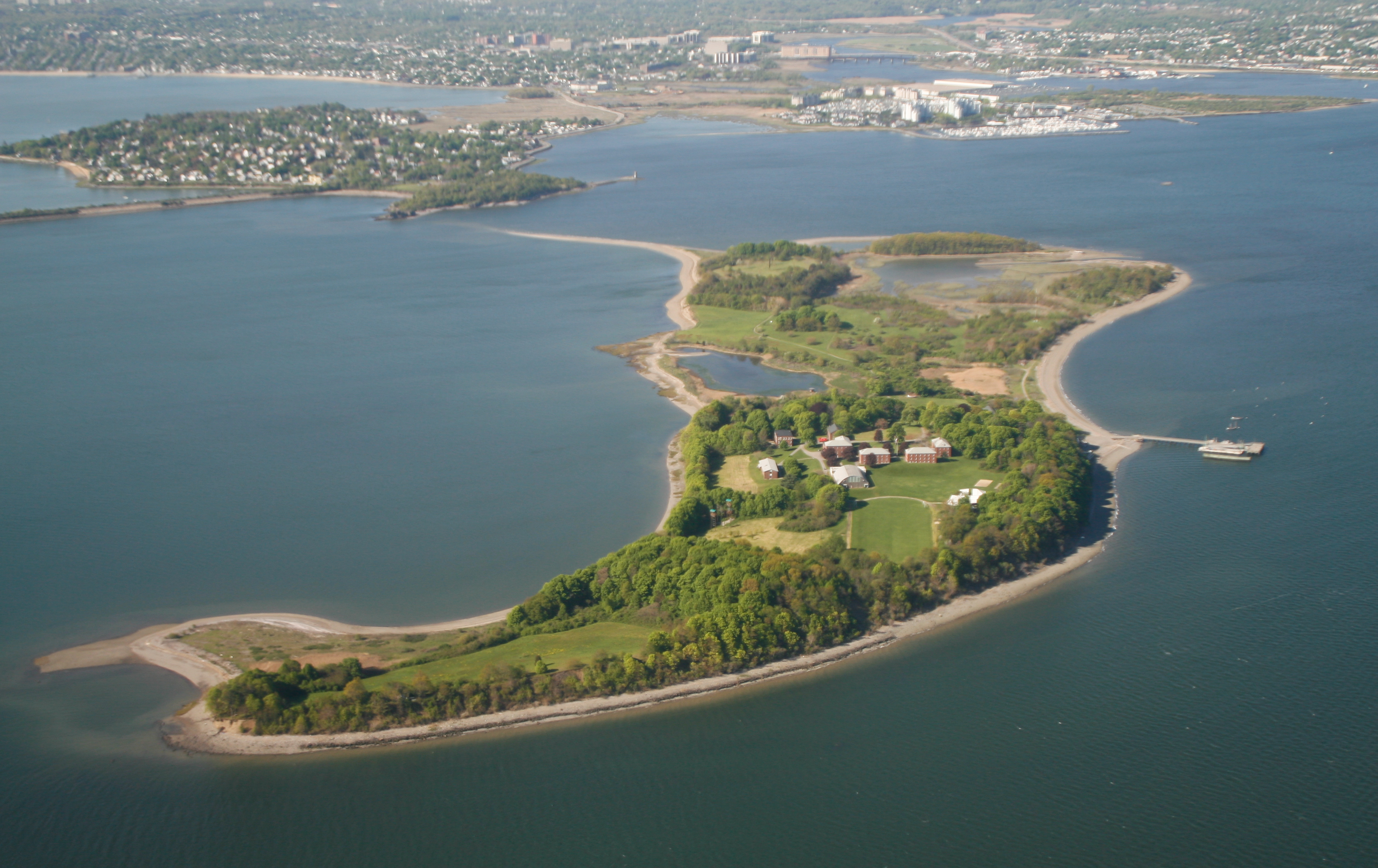
Isla de Thompson, Boston Harbor, 2008.

David Thompson (1593-1628) fue el primer colono no nativo de Nuevo Hampshire. Puede haber sido un descendiente de Sir Thomas Stewart.
La colonia que se convirtió en el estado de New Hampshire se fundó en la división en 1629 de una concesión de tierras otorgada en 1622 por el Consejo de Nueva Inglaterra al Capitán John Mason (exgobernador de Terranova) y Sir Ferdinando Gorges (quien fundó Maine). La colonia fue nombrada "New Hampshire" por Mason después del condado inglés de Hampshire, uno de los primeros condados sajones. John Mason envió a David Thompson para establecer el primer asentamiento. 
David Thompson se estableció por primera vez en Odiorne's Point en Rye (cerca de Portsmouth) con un grupo de pescadores de Inglaterra en 1623, solo tres años después de que los Peregrinos desembarcaran en Plymouth. Los colonos construyeron un fuerte, una casa señorial y otros edificios, algunos para el procesamiento de pescado, en Flake Hill, en la desembocadura del río Piscataqua, y denominaron al asentamiento "Pannaway Plantation". En 1623, el explorador inglés Christopher Levett, asociado de Gorges y miembro del Consejo de Nueva Inglaterra, escribió acerca de la visita a Thomson en su plantación de Pannaway. Los primeros historiadores creían que el primer nativo de Nueva Hampshirite, John Thompson, nació allí; más tarde se descubrió que había sido bautizado en la parroquia de St. Andrew en Plymouth, Inglaterra, en 1619.
David Thompson había sido enviado por Mason, a los que seguirían unos años más tarde Edward y William Hilton. Thompson trasladó a su familia a una isla en el puerto de Boston (hoy llamada Thompson Island en su honor) en 1626. Se convirtieron en los primeros colonos europeos de Boston, Massachusetts. Desapareció en 1628 y nunca más se supo de él. Algunos historiadores teorizan que fue víctima de juego sucio. Otros sugieren que se ahogó accidentalmente en el puerto de Boston.